# Batata kbab
Le batata kbab, ou batata koucha, est un plat traditionnel algérien.

## Origine et étymologie
Ce mets est originaire de la ville d'Alger. Quant à l'étymologie de son nom, elle provient de l'arabe citadin de la ville d'Alger signifiant « pomme de terre en kebab ».

## Description
Il s'agit d'un mets copieux, préparé en sauce blanche parfumée à la cannelle et au persil frais, accompagné de poulet ou de viande d'agneau, avec l'ingrédient principal : des pommes de terre maison. Ce plat traditionnel est surtout consommé pendant le mois sacré du ramadan. 